# Pròleg del Senyor dels Anells
El Pròleg de El Senyor dels Anells és un text que apareix en aquesta novel·la de l'escriptor J. R. R. Tolkien on explica i resumeix diferents aspectes del seu món llegendari. Serveix d'unió entre El Senyor dels Anells i la predecessora, El hòbbit, i està dedicat majoritàriament als hòbbits, una raça fictícia emparentada amb els homes i caracteritzada per la baixa estatura.
J. R. R. Tolkien va escriure la primera versió del pròleg entre els anys 1938 i 1939, molt poc després de començar a compondre la història del Senyor dels Anells, encara que aquesta versió era encara molt pobra. A causa de la gran importància que li va donar, va trigar més de deu anys a completar el text i això no ocorreria fins poc abans de la publicació del primer dels toms en els quals va ser dividida la novel·la, La Comunitat de l'Anell, en 1954. Arran del desenvolupament de la novel·la completa, el pròleg va experimentar grans canvis, existint diverses versions de les quals algunes van ser publicades pel tercer fill i principal editor de l'autor, Christopher Tolkien, en els llibres La tornada de l'Ombra (1993) i Els pobles de la Terra Mitjana (2002), de la col·lecció La història de la Terra Mitjana.
Els crítics van concedir al pròleg certa utilitat i van aconsellar als lectors no oblidar-lo ni passar-lo per alt. En la trilogia cinematogràfica realitzada pel cineasta neozelandès Peter Jackson sobre El Senyor dels Anells, tan sols apareix part del pròleg en la versió ampliada de la primera pel·lícula, La Comunitat de l'Anell, on el hobbit Bilbo Saquet descriu a la seva raça mentre escriu la introducció del seu llibre Història d'una anada i una volta. Tant en aquesta adaptació com en la del director Ralph Bakshi, el pròleg se centra en la història dels Anells de Poder i especialment en la de l'anell Únic.

## Contingut

### Dels hòbbits
Aquesta secció del pròleg és l'únic text de J. R. R. Tolkien en el qual es pot trobar la història de la raça hobbit anterior als esdeveniments narrats en El Senyor dels Anells. El seu origen es remunta als Dies Antics, però no es va saber gens d'ells fins a la Tercera Edat del Sol, tret que les tres branques de la raça (Albos, Fortes i Pelosos) van conviure a les valls del riu Anduin i allí van entrar en contacte amb els éothéod, els avantpassats dels rohirrim, i d'ells van adoptar alguns costums i la seva llengua. Passat el primer mil·lenni de la Tercera Edat del Sol, els hòbbits es van traslladar a les terres d'Eriador i les tres branques es van separar per unir-se de nou anys després a la Comarca, fundada pels germans albos Marxo i Blanco. Allí els hòbbits van viure en pau fins a la Guerra de l'Anell, esdevinguda a la fi de la Tercera Edat del Sol.

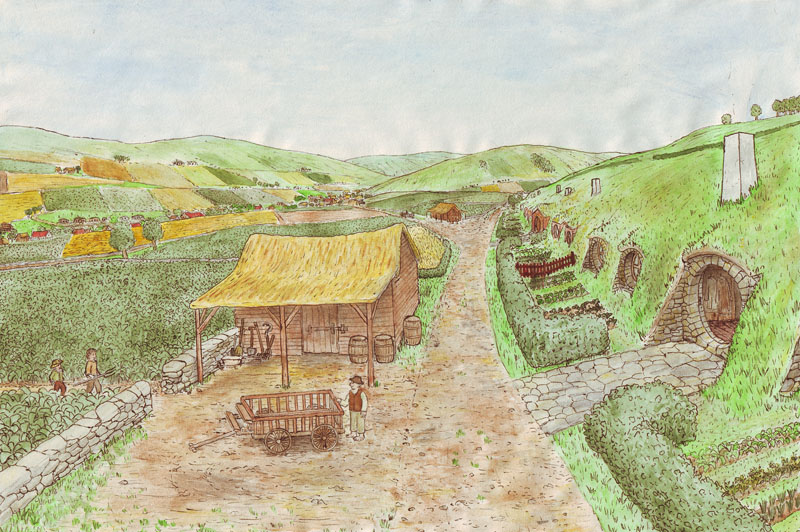
Valle Llarg, lloc on Tobold Corneta va plantar per primera vegada l'herba per a pipa.

Tolkien ofereix a més una descripció dels hòbbits i les principals diferències entre les tres branques, així com de la seva cultura i alguns costums.

### De l'herba per a pipa
Aquesta secció descriu una de les principals aficions dels hòbbits, fumar en pipa, des del punt de vista fictici del legendarium. Tolkien situa els orígens d'aquest costum a la Comarca l'any 2670 de la Tercera Edat del Sol, quan el hobbit Tobold Corneta va conrear per primera vegada herba per a pipa en Valle Llarg, poble en el Quartó del Sud. No obstant això, els hòbbits del llogaret de Bree van ser els primers a fumar en pipa i els que van estendre l'hàbit a altres races, com als nans i als homes. L'herba per a pipa que va conrear Tobold Corneta procedia de Bree però tampoc era originària d'allí, sinó de les terres que es troben en el curs inferior del riu Anduin, on va ser plantada pels númenóreans.

### De l'ordenació de la Comarca
Aquí es descriuen les principals divisions geogràfiques de la Comarca, la terra on vivien els hòbbits des de Mitjans de la Tercera Edat del Sol. A part de les quatre divisions principals, també anomenades quartons, hi havia algunes més petites que no eren oficials, com les terres de les famílies. També descriu el sistema de govern (basat en l'alcalde de Cavada Gran i en el Thain) i els escassos serveis públics de la Comarca: la policia (o oficials, com els anomenaven els hòbbits) i el correu.

### Del descobriment de l'Anell
Per enllaçar ambdues novel·les, Tolkien ofereix aquí un resum del hobbit posant l'accent principalment en la part on Bilbo Saquet descobreix l'Anell Únic i la seva trobada amb la criatura Gollum. Amb la finalitat de donar un motiu als canvis que va realitzar en el capítol «Endevinalles en les tenebres» del hobbit, Tolkien explica també en aquesta secció com Bilbo es va inventar una història falsa sobre la seva trobada amb Gollum (la història que apareix en la primera edició del hobbit) per explicar-la-hi als seus amics i com només al mag Gandalf li va dir la veritat (la història que apareix en la segona edició i aquí) després de la insistència d'aquest.

## Composició
J. R. R. Tolkien va dedicar el pròleg del Senyor dels Anells als hòbbits perquè, com diuen les primeres paraules de la novel·la, els considerava els principals protagonistes d'aquesta. Entre 1938 i 1939, quan estava escrivint el quart capítol del Senyor dels Anells, «Una drecera cap als fongs», va anotar al costat de la descripció de l'arquitectura hobbit: «Posar-ho en la introducció». A partir d'això va començar un nou escrit al qual va titular Introducció: dels hòbbits i que no va dividir en diferents capítols com el pròleg definitiu, sinó que va ajuntar tota la informació en un sol text. En aquest ja apareixien nombrosos aspectes que serien conservats, encara que faltava encara tota la història dels hòbbits, l'herba per a pipa i l'ordenació de la Comarca, i hi havia altres detalls que serien rebutjats, com la capacitat dels hòbbits de sentir a una milla de distància o els diferents poders de l'Anell Únic a part del d'atorgar invisibilitat. En aquesta mateixa època, va realitzar una altra versió de la introducció, igual a l'anterior però ampliada rerespea la història de Bilbo i Gollum.
Anys després va introduir la fundació de la Comarca, així com els passatges dedicats a l'ordenació de la Comarca i a l'herba per a pipa, sorgit aquest últim d'una explicació que Meriadoc "Merry" Brandiboc dona al rei Théoden de Rohan i portat al pròleg de la mateixa forma que l'arquitectura hobbit. Després de compondre altres dues versions amb tan sols petits canvis, J. R. R. Tolkien va redactar una nova amb més informació, ampliant sobretot la història dels hòbbits, en la qual va aparèixer per primera vegada la batalla dels Camps Verds a causa de la composició del capítol «El sanejament de la Comarca», i les tres branques de la raça, derivades de la primera versió de l'apèndix F de la novel·la. No obstant això, en aquesta nova versió va retirar les seccions sobre l'herba per a pipa i sobre la història de Bilbo i Gollum.
A principis de la dècada de 1950, després d'una altra nova versió amb correccions menors, J. R. R. Tolkien va compondre el pròleg definitiu, amb la història de Bilbo i Gollum actualitzada perquè concordés amb la nova versió del capítol «Endevinalles en les tenebres» del hobbit, que havia estat modificat per reflectir el nou concepte de l'anell i la seva capacitat corruptora.
Les diferents versions del pròleg van ser publicades molts anys després per Christopher Tolkien, un dels fills de l'autor i el seu principal editor, en els llibres La tornada de l'Ombra (1993) i Els pobles de la Terra Mitjana (2002).

## Adaptacions cinematogràfiques

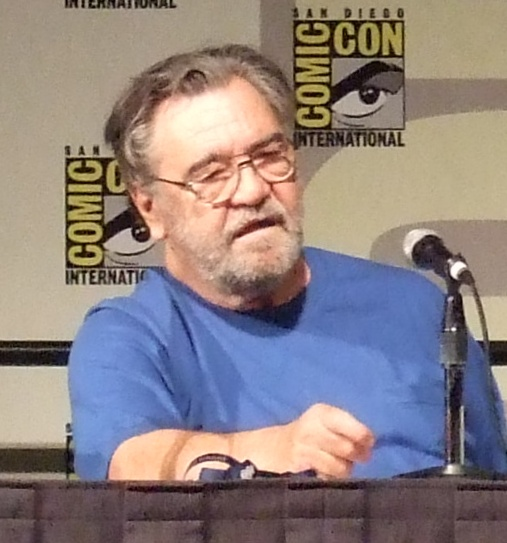
Ralph Bakshi, director de l'adaptació animada del Senyor dels Anells.

En l'adaptació animada del Senyor dels Anells realitzada pel director Ralph Bakshi (1978), el pròleg és diferent del de la novel·la i en aquest es narra la història dels Anells de Poder, la Guerra de l'Última Aliança, la pèrdua de l'Anell Únic per part d'Isildur i la seva posterior trobada per Gollum. L'única cosa que tenen tots dos en comú és la història de Gollum i Bilbo.

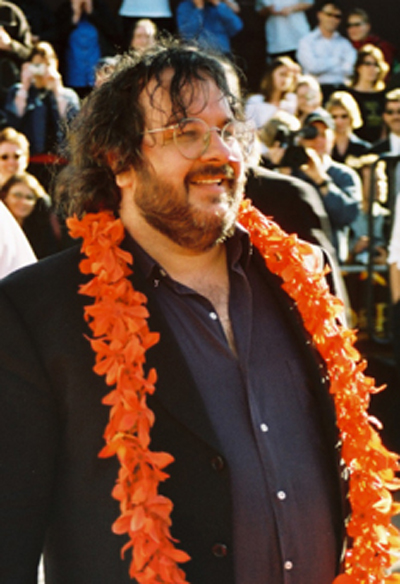
Peter Jackson, director, productor i guionista de la trilogia fílmica del Senyor dels Anells.

En la trilogia cinematogràfica realitzada pel director Peter Jackson, tan sols apareix part del pròleg en la versió ampliada de la primera pel·lícula, La Comunitat de l'Anell, on el hobbit Bilbo Saquet descriu a la seva raça mentre escriu la introducció del seu llibre Història d'una anada i una tornada. Tanmateix, si bé això és el que fa el pròleg de la novel·la, en la pel·lícula aquestes escenes són considerades com a part de la trama i el pròleg és semblant al de l'adaptació de Bakshi, centrant-se també en els Dies Antics i en la història de l'Anell Únic.
En els primers esborranys del guió, el pròleg era massa extens i estava sobrecarregat d'informació, per la qual cosa els guionistes van decidir llevar-ho malgrat estar ja rodades les escenes. Durant la postproducció, l'equip de muntatge va elaborar el nou pròleg en el qual Bilbo descrivia als hòbbits, mentre que la història de l'Anell anava a ser explicada per Gandalf en Saquet Tancat. No obstant això, poc abans de viatjar a Londres per treballar en la banda sonora, Peter Jackson va projectar la pel·lícula a New Line Cinema, l'empresa encarregada de distribuir-la, que va suggerir que el pròleg es tornés a introduir.
L'equip de muntatge va reduir el pròleg a set minuts i després de provar des de l'òptica d'Isildur i des d'una universal, van decidir editar-ho des del punt de vista de l'Anell, ja que aquest era el veritable protagonista. El narrador va ser inicialment Frodo Saquet, qui portaria l'Anell durant tota la trilogia, però va acabar sent descartat perquè el personatge desconeixia la seva història. Els guionistes van provar llavors amb Gandalf i fins i tot el mateix Ian McKellen, intèrpret del mag, ho va demanar; no obstant això, també ho van descartar, ja que el seu paper era bastant gran en La Comunitat de l'Anell. Finalment va ser Galadriel, interpretada per Cati Blanchett, qui va posar la seva veu com a narradora.
El tema que sona quan Bilbo està descrivint als hòbbits en la versió ampliada que porta el títol «Concerning Hobbits» («Dels hobbits» en català), que coincideix amb una de les seccions del pròleg. Va ser elaborat pel compositor de la banda sonora de la trilogia, Howard Shore, i en ell s'usen principalment el violí i la flauta irlandesa.